# Befehl Nr. 227

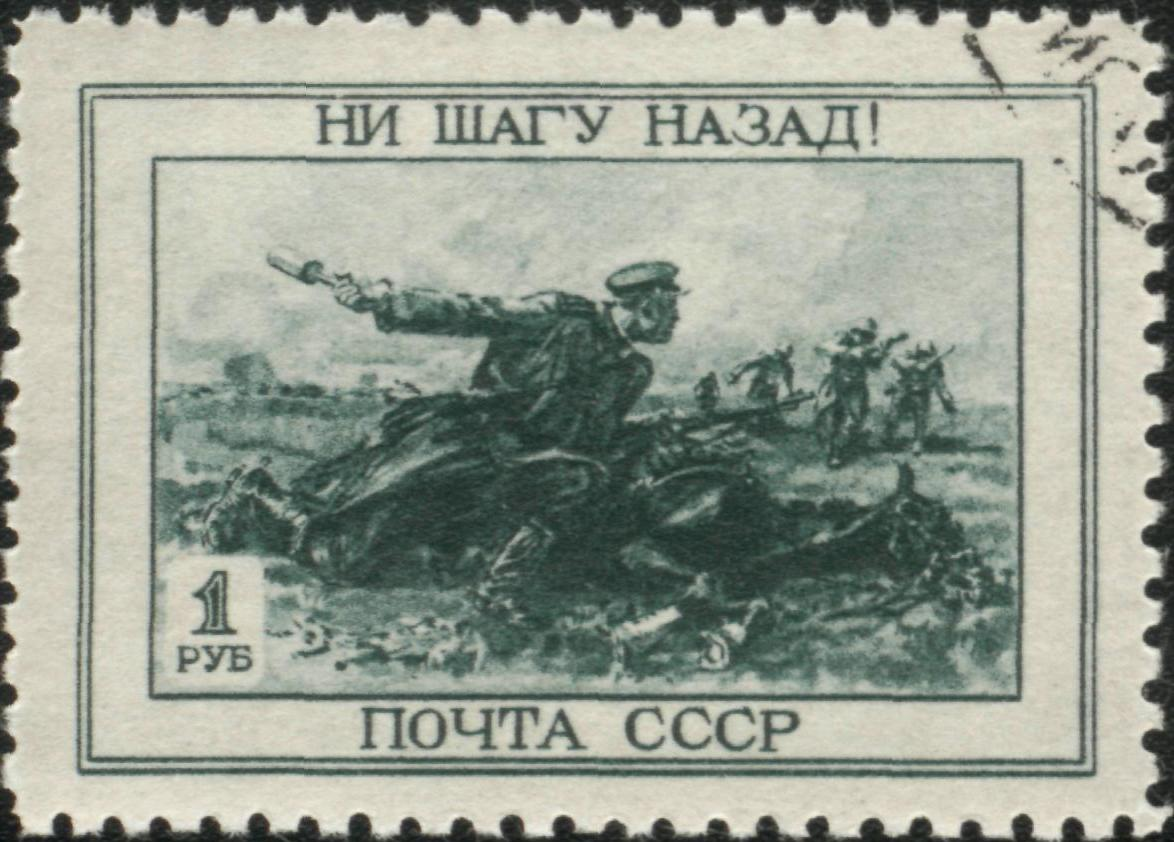
Sowjetische Briefmarke (April 1945) mit dem Aufruf: Keinen Schritt zurück!

Der Befehl des Volkskommissars für Verteidigung der UdSSR vom 28. Juli 1942 № 227 („Nicht einen Schritt zurück!“, russisch Ни шагу назад!, transl. Ni schagu nasad!) war ein Haltebefehl, der die Kapitulation im deutsch-sowjetischen Krieg  mit der Todesstrafe belegte. Vorausgegangen war der Befehl Nr. 270 vom 16. August 1941.

## Inhalt
Der Befehl Nr. 227 umfasste die Einrichtung von Sperrabteilungen

„a) Im Armeebereich sind 3 bis 5 gut bewaffnete Einheiten (bis 200 Mann) aufzustellen, die unmittelbar hinter unzuverlässigen Divisionen einzusetzen sind und die Aufgabe haben, im Falle eines ungeordneten Rückzugs der vor ihnen liegenden Divisionen jeden Flüchtenden und jeden Feigling zu erschießen und damit dem ehrlichen Kämpfer bei der Verteidigung seiner Heimat beizustehen.“

und Strafabteilungen

„b) Im Armeebereich sind 5 bis 10 Strafkompanien (150-200 Mann) aufzustellen. Diese aus nicht bewährten Unterführern und Rotarmisten bestehenden Kompanien sind in schwierigen Abschnitten der Armee einzusetzen, um den Teilnehmern Gelegenheit zu geben, ihre Schuld vor der Heimat zu sühnen.“

Am 29. Juli 1942, einen Tag nach dem Befehl, wurden neue Tapferkeitsorden eingeführt: der Suworow-Orden, der Kutusoworden und der Alexander-Newski-Orden.

### Auslegung
Nach Angaben des amerikanischen Professors für sowjetische Sozial- und Militärgeschichte Roger R. Reese waren diese Sperrabteilungen nur mit Pistolen und Gewehren bewaffnet, errichteten in der Praxis hauptsächlich Straßensperren und übergaben fliehende Soldaten dem Kriegsgericht bzw. schickten sie zu ihren Einheiten zurück. Erschießungen gab es nur bei Widerstand gegen die Festnahme. Er bezeichnet die Vorstellung, dass die Sperrabteilungen fliehende Soldaten mit Maschinengewehren beschossen, als Mythos.
Laut Orlando Figes wurde der Befehl nur in verzweifelten Situationen angewandt, sonst aber von den Kommandeuren, die die Beschränktheit drastischer Strafen zur Erhöhung militärischer Effektivität kannten, ignoriert. Die Wirkung des Terrors blieb begrenzt, wichtiger für den im Ausland Verblüffen erregenden Widerstand, war nach ihm der sowjetische selbstlose Opferkult mit dem vor allem die sowjetische Jugend erzogen wurde.

## Folgen
Nach einer internen Aufstellung des NKWD vom Oktober 1942 wurden an der Stalingrader Front vom 1. August 1942 bis 15. Oktober 1942 15.649 Soldaten von den Sperrabteilungen aufgegriffen, die von der Frontlinie flüchteten. Davon wurden 244 Soldaten eingesperrt, 278 erschossen, 218 kamen in Strafkompanien, 42 in Strafbataillone und 14.833 kehrten zu ihren Einheiten zurück.
Beim Unternehmen Wirbelwind am 11. August 1942 konnten unter diesem Befehl stehende sowjetische Truppen einen ersten großen Abwehrerfolg erringen.